# Comuna Ghergheasa, Buzău
Ghergheasa este o comună în județul Buzău, Muntenia, România, formată din satele Ghergheasa (reședința) și Sălcioara.

## Așezare
Comuna se află în nord-vestul județului, la sud de cursul râului Râmnicu Sărat, într-un interfluviu din zona de câmpie între bazinul acestei ape și cel al Buzăului. Prin comună curge pârâul Viroaga, care alimentează Lacul Amara și formează lacul Ghergheasa în satul de reședință. Comuna este străbătută de șoseaua județeană DJ203A, care leagă comuna Valea Râmnicului și municipiul Râmnicu Sărat de comunele din zona lacului Jirlău din județul Brăila. Prin comună trece calea ferată Făurei-Tecuci, pe care este deservită de halta Ghergheasa.

## Demografie
Componența etnică a comunei Ghergheasa
     Români (95,15%)
     Romi (1,39%)
     Alte etnii (3,46%)
Componența confesională a comunei Ghergheasa
     Ortodocși (96,12%)
     Alte religii (0,37%)
     Necunoscută (3,51%)
Conform recensământului efectuat în 2021, populația comunei Ghergheasa se ridică la 2.166 de locuitori, în scădere față de recensământul anterior din 2011, când fuseseră înregistrați 2.493 de locuitori. Majoritatea locuitorilor sunt români (95,15%), cu o minoritate de romi (1,39%). Din punct de vedere confesional, majoritatea locuitorilor sunt ortodocși (96,12%), iar pentru 3,51% nu se cunoaște apartenența confesională.

## Politică și administrație
Comuna Ghergheasa este administrată de un primar și un consiliu local compus din 11 consilieri. Primarul, Vasile Gheorghe[*], de la Partidul Social Democrat, este în funcție din 2016. Începând cu alegerile locale din 2024, consiliul local are următoarea componență pe partide politice:
|  | Partid                    | Consilieri | Componența Consiliului | Componența Consiliului | Componența Consiliului | Componența Consiliului | Componența Consiliului | Componența Consiliului | Componența Consiliului | Componența Consiliului | Componența Consiliului | Componența Consiliului |
|  | ------------------------- | ---------- | ---------------------- | ---------------------- | ---------------------- | ---------------------- | ---------------------- | ---------------------- | ---------------------- | ---------------------- | ---------------------- | ---------------------- |
|  | Partidul Social Democrat  | 10         |                        |                        |                        |                        |                        |                        |                        |                        |                        |                        |
|  | Partidul Național Liberal | 1          |                        |                        |                        |                        |                        |                        |                        |                        |                        |                        |

## Istorie
La sfârșitul secolului al XIX-lea, comuna Ghergheasa făcea parte din plasa Râmnicul de Jos a județului Râmnicu Sărat și era formată din satele Ghergheasa Nouă și Ghergheasa Veche (primul fiind reședința), având în total 1006 locuitori. În comună funcționau o școală de băieți înființată în 1879, cu 60 de elevi, și o biserică ortodoxă zidită în 1827 de locuitori. Celălalt sat actual al comunei, Sălcioara, constituia o comună de sine stătătoare în aceeași plasă, având o populație de 814 locuitori. Comuna Sălcioara avea o biserică zidită la 1864 de clucerul Costache Niculescu-Câță și o școală mixtă cu 53 de elevi, fondată în 1886. În 1925, comunele avea aceeași configurație, fiind incluse în plasa Boldu a aceluiași județ; comuna Ghergheasa avea 1568 de locuitori, iar Sălcioara — 1063. Comuna Sălcioara a fost temporar unificată cu comuna Ghergheasa în 1931, sub denumirea de Neculai Iorga. Ele s-au separat însă din nou ulterior.
În 1950, comunele au fost incluse în raionul Râmnicu Sărat din regiunea Buzău și apoi (după 1952), din regiunea Ploiești. În 1968, județele au fost reînființate, satele Ghergheasa Nouă și Ghergheasa Veche au fost unite, iar comuna Sălcioara a fost desființată și inclusă în comuna Ghergheasa, aceasta fiind arondată județului Buzău.

## Monumente istorice
Singurul obiectiv din comuna Ghergheasa inclus în lista monumentelor istorice din județul Buzău este situl arheologic de interes local de la Sălcioara. Acesta cuprinde, în zona „Trei Movile” o așezare neolitică târzie și una eneolitică, ambele din mileniul al V-lea î.e.n.; o așezare din perioada Halstatt (secolele al XII-lea–al V-lea î.e.n.), vestigii din epoca migrațiilor (cultura Cerneahov, secolele al III-lea–al IV-lea e.n.) și o așezare medievală din secolele al XVI-lea–al XVIII-lea. La punctul „Movila Nebunului”, același sit cuprinde o așezare eneolitică din mileniile al VI-lea–al V-lea și o așezare medievală timpurie aparținând culturii Dridu, din secolul al XI-lea.